# Lista de províncias da Armênia por IDH

Mapa das províncias armênias por IDH em 2017.
Legenda:
> 0.760
0.750 – 0.760
0.740 – 0.750
0.730 – 0.740
< 0.730

Esta é uma lista de províncias da Armênia (marzer) por Índice de Desenvolvimento Humano (IDH) em 2017. A lista também inclui a cidade de Erevan, capital e maior cidade do país.
| Rank                        | Província                   | IDH (2017)                  | País comparável (2017)                   |
| Desenvolvimento humano alto | Desenvolvimento humano alto | Desenvolvimento humano alto | Desenvolvimento humano alto              |
| --------------------------- | --------------------------- | --------------------------- | ---------------------------------------- |
| 1                           | Cidade de Erevã             | 0.798                       | Irã                                      |
| 2                           | Cotaique                    | 0.759                       | Brasil                                   |
| 3                           | Siunique                    | 0.757                       | Azerbaijão, Líbano, Macedônia            |
| –                           | Armênia                     | 0.756                       | Azerbaijão, Líbano, Macedônia, Tailândia |
| 4                           | Xiraque                     | 0.753                       | Argélia, China, Equador                  |
| 5                           | Vaiose Zor                  | 0.745                       | Colômbia, Santa Lúcia                    |
| 6                           | Aragatsotn                  | 0.739                       | Fiji, Mongólia                           |
| 7                           | Tavuxe                      | 0.732                       | Jamaica                                  |
| 8                           | Ararate                     | 0.728                       | Tonga                                    |
| 9                           | Guelarcunique               | 0.724                       | São Vicente e Granadinas                 |
| 10                          | Armavir                     | 0.723                       | São Vicente e Granadinas                 |
| 11                          | Lorri                       | 0.722                       | São Vicente e Granadinas                 |